# Kirsten Nilsson
Kirsten Nilsson (født 21. august 1934 i København) er en tidligere dansk landsholdspiller i håndbold og var stregspiller på det hold som vandt sølv ved verdensmesterskabet 1962 i Rumænien.
Kirsten Nilsson startede håndboldkarrieren i Rødovre og Omegns Gymnastikforening og kom senere til HG. Hun debuterede på landsholdet 9. september 1947; det blev til 80 landskampe og 95 mål.